# Temple romain d'Évora
Le temple romain d'Évora, aussi appelé le temple de Diane est un temple romain périptère hexastyle datant du IIe siècle et localisé dans le centre historique de la ville d'Évora, au Portugal. Il est classé au patrimoine mondial de l'UNESCO. C'est l'un des monuments les plus connus de cette ville et l'un des symboles de la présence romaine au Portugal.
Il est situé dans la freguesia de Sé e São Pedro, sur la place Conde de Vila Flor. Il se trouve près de l'église et couvent des Lóios, du Tribunal de l'Inquisition, de la bibliothèque publique et du musée.

## Histoire

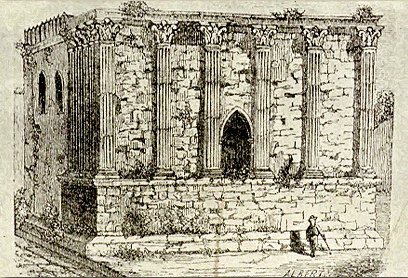
Le temple romain intégré dans un bâtiment médiéval, gravure de 1870.

Bien que le temple romain d'Évora soit communément appelé Temple de Diane, cette association avec la déesse romaine chasserresse est le fait d'une légende qui remonte au XVIIe siècle. Le temple fut probablement construit pour le culte impérial d'Auguste. Il fut construit au IIe siècle sur le forum, place principale de la ville, qui portait alors le nom de Liberatias Iulia. Le temple fut modifié aux IIe et IIIe siècles. Le temple fut détruit à l'époque des Grandes invasions, au Ve siècle. Les ruines du temple sont tout ce qui reste du forum de la ville.
Au Moyen Âge, les ruines du temple furent incorporées à une tour du Château d'Évora. À sa base, les colonnes et architraves étaient incrustées dans les murs du bâtiment médiéval, et le temple (transformé en tour) fut utilisé comme boucherie du XVIe siècle jusqu'en 1836. Cette incorporation dans un bâtiment permit de préserver les ruines du temple d'une plus grande destruction,. Après 1871, une restauration du temple fut faite sous la direction de l'architecte italien Giuseppe Cinatti.

## Description

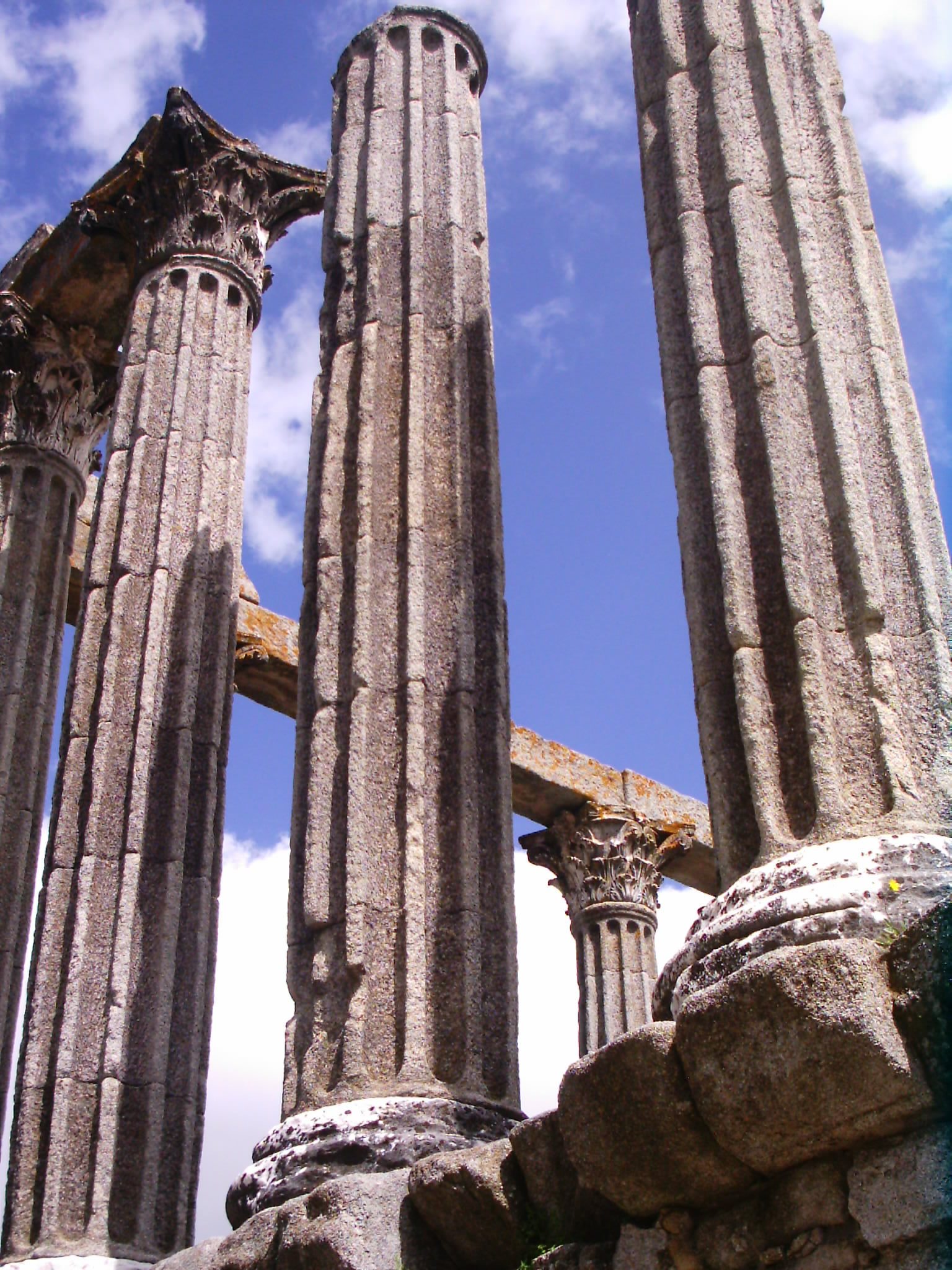
Les colonnes et chapiteaux corinthiens du temple.

Le temple d'origine était probablement très similaire à la Maison Carrée de Nîmes.
Le temple d'Évora conserve encore son podium, fait de blocs de granit aux formes tant rectangulaires qu'irrégulières dont la base est rectangulaire et mesure 15 m sur 25 m de large, pour 3,5 m d'épaisseur. La face sud de la base disposait d'escaliers, aujourd'hui en ruines.
Le portique du temple, disparu, était hexastyle. Un total de quatorze colonnes sont encore debout du côté nord de la base. De nombreuses colonnes disposent encore de leur chapiteau, de l'ordre corinthien soutenant l'architrave. Les chapiteaux et les bases des colonnes sont en marbre d'Estremoz, tandis que les colonnes et architraves sont en granit. Des fouilles effectuées de 1989 à 1994 par l'archéologue allemand Theodor Hauschild ont révélé que le temple était entouré d'un bassin de drainage,,.